# Gästrikland
Gästriklandⓘ là một trong những tỉnh truyền thống của Thụy Điển (landskap), tỉnh này nằm ở bờ đông quốc gia này. Tỉnh giáp Uppland, Västmanland, Dalarna, Hälsingland và vịnh Bothnia. Gästrikland nằm ở cực nam của các tỉnh Norrland.
Cũng giống như các tỉnh của Thuỵ Điển hiện nay không còn chức năng hành chính. 